# Emily Kay
Emily Kay (* 7. September 1995 in Bromsgrove) ist eine britische, seit 2019 irische Radrennfahrerin, die Rennen auf Straße und Bahn bestreitet.

## Sportliche Laufbahn
Emily Kays Interesse für den Radsport wurde geweckt, als sie im Alter von fünf Jahren ein Foto der in Pink gekleideten Doppel-Olympiasiegerin im Mountainbiken, Paola Pezzo, in einer Radsportzeitschrift sah. Sie begann selbst mit dem Radsport, und bis 2016 errang sie zwölf nationale Titel. 2012 war sie maßgeblich an dem Sieg von Lucy Garner im Straßenrennen der Juniorinnen bei den Straßenweltmeisterschaften beteiligt.
2013 wurde Kay gemeinsam mit Amy Hill, Hayley Jones und Emily Nelson Junioren-Weltmeisterin in der Mannschaftsverfolgung; dabei stellte das Team mit 4:36,147 Minuten einen neuen Juniorinnen-Weltrekord auf. Im Omnium belegte sie Rang drei. Drei Jahre später errang sie den Europameisterin-Titel der U23-Klasse in derselben Disziplin (mit Dannielle Khan, Manon Lloyd und Emily Nelson), im Omnium wurde sie Dritte. Beim ersten Lauf des Bahnrad-Weltcups 2016/17 in Glasgow gewann sie mit einem Punkt Vorsprung auf die Belgierin Lotte Kopecky das Omnium sowie die Mannschaftsverfolgung (mit Eleanor Dickinson, Manon Lloyd, Emily Nelson und Dannielle Khan). Bei den Europameisterschaften der Elite gewann sie mit Manon Lloyd Silber im Zweier-Mannschaftsfahren und Bronze in der Mannschaftsverfolgung (mit Khan, Lloyd und Nelson). Bei den Europameisterschaften 2017 errang der britische Vierer mit Kay Silber.
Emily Kay startete bei Commonwealth Games und belegte Rang drei im Scratch; in derselben Disziplin wurde sie 2018 Vize-Europameisterin. In der Mannschaftsverfolgung war sie erneut erfolgreich, als der britische Vierer beim Weltcup in Berlin siegte.
Im Herbst 2019 wechselte Emily Kay vom britischen zum irischen Radsportverband. Bei den Olympischen Spielen in Tokio startete sie im Omnium (Platz 13) sowie mit Shannon McCurley im Zweier-Mannschaftsfahren (ohne Platzierung). 2021 belegte Kay mit der irischen Mannschaft aus Mia Griffin, Kelly Murphy und Alice Sharpe bei den Europameisterschaften Platz drei. Im August 2021 berichtete sie in einem Interview, dass sie zehn Jahre lang an Bulimie und Depressionen gelitten zu haben.

## Erfolge
2013

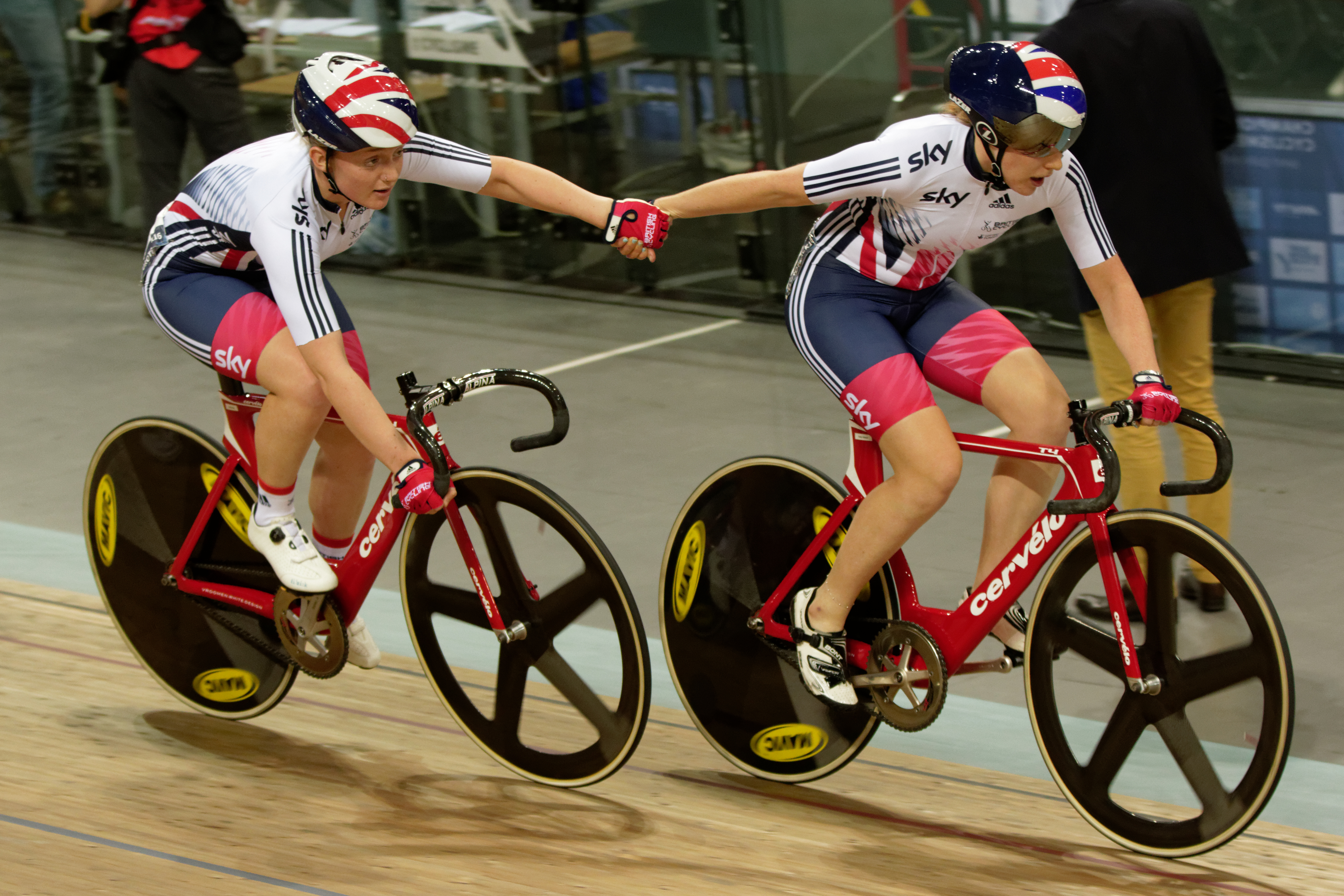
Kay (l.) im Zweier-Mannschaftsfahren bei der EM 2016, mit Emily Nelson

- Junioren-Weltmeisterin – Mannschaftsverfolgung (mit Amy Hill, Hayley Jones und Emily Nelson)
- Junioren-Weltmeisterin – Omnium

2016
- Bahnrad-Weltcup in Glasgow – Omnium, Mannschaftsverfolgung (mit Eleanor Dickinson, Manon Lloyd, Emily Nelson und Dannielle Khan)
- Europameisterschaft – Zweier-Mannschaftsfahren (mit Manon Lloyd)
- Europameisterschaft – Mannschaftsverfolgung (mit Dannielle Khan, Manon Lloyd und Emily Nelson)
- Europameisterin (U23) – Mannschaftsverfolgung (mit Dannielle Khan, Manon Lloyd und Emily Nelson)
- Europameisterschaft (U23) – Omnium

2017
- Europameisterschaft – Mannschaftsverfolgung (mit Katie Archibald, Manon Lloyd und Elinor Barker)

2018
- Commonwealth Games – Scratch
- Europameisterschaft – Scratch
- Weltcup in Berlin – Mannschaftsverfolgung (mit Katie Archibald, Laura Kenny, Emily Nelson und Jessica Roberts)

2021
- Europameisterschaft – Mannschaftsverfolgung (mit Mia Griffin, Kelly Murphy und Alice Sharpe)